# Avatarmiut
Avatarmiut [avaˈtɑmːiut] (nach alter Rechtschreibung Avatarmiut) ist eine wüst gefallene grönländische Siedlung im Distrikt Narsaq in der Kommune Kujalleq.

## Lage
Avatarmiut liegt auf der gleichnamigen Insel inmitten des Archipels zwischen dem Ikersuaq (Bredefjord) und dem Narlunaq (Skovfjord), wobei die genaue Position der Siedlung unbekannt ist. Von Avatarmiut aus sind es 25 km nach Westen zum nächsten bewohnten Ort Qassimiut.

## Geschichte
Über Avatarmiut ist lediglich bekannt, dass der Wohnplatz 1796 besiedelt wurde und 1899 der größte Teil der Bevölkerung den Ort verließ. 1902 waren noch zwei Bewohner übrig, die den Wohnplatz im selben Jahr ebenfalls verließen, der somit aufgegeben wurde.